# Erik Tuomas-Kettunen

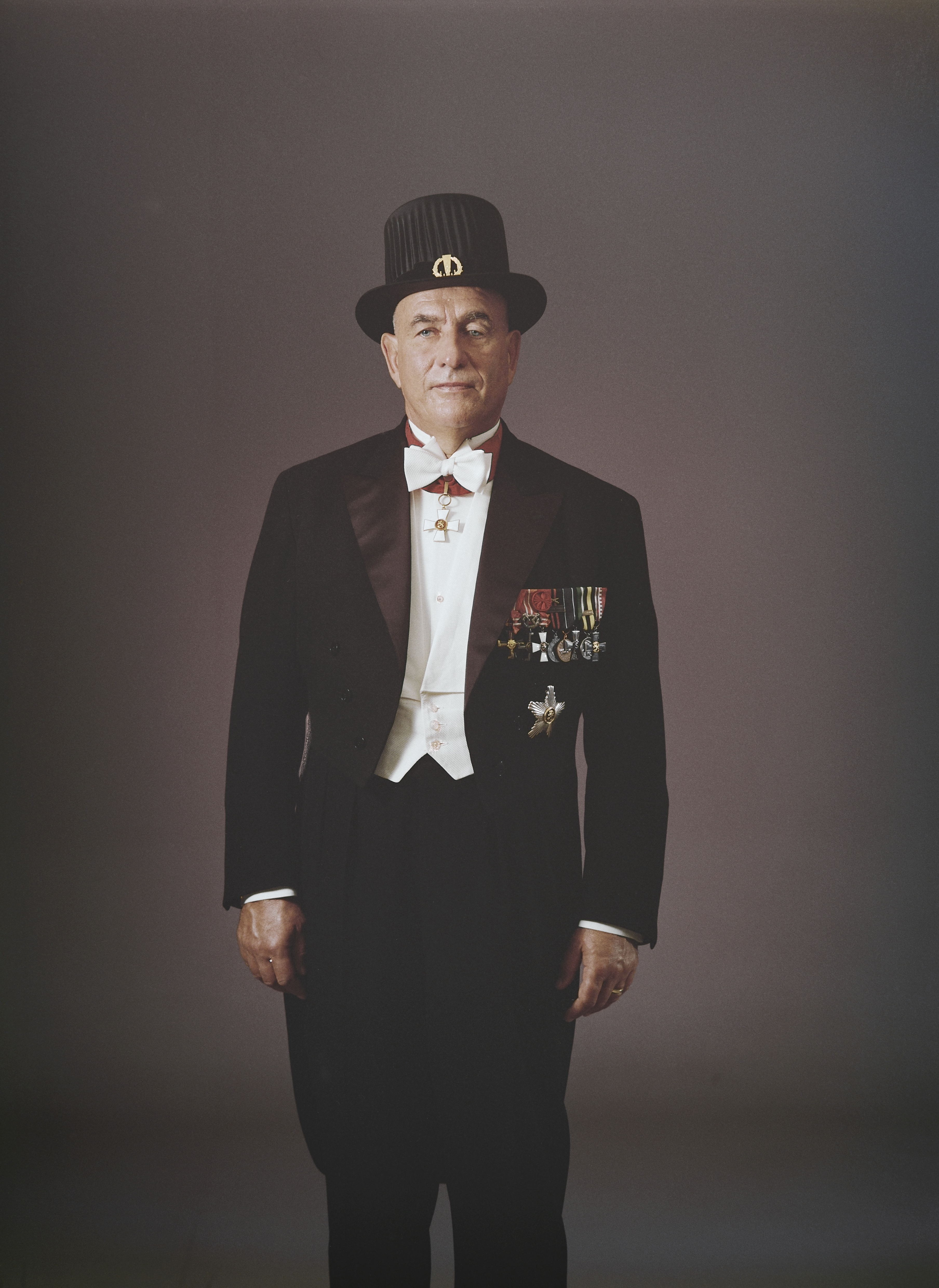
Erik Tuomas-Kettunen år 1977.

Magnus Erik Tuomas-Kettunen (till 1935 Alopaeus), född 19 september 1916 i Viborg, död 26 september 2001 i Helsingfors, var en finländsk industrialist.
Tuomas-Kettunen blev juris kandidat 1946. Han anställdes 1950 vid Vasa ångkvarn, där han var vd 1953–1974; han blev 1976 styrelseordförande. Han var 1966–1970 ordförande för Finlands industriförbund och innehade ett stort antal andra förtroendeuppdrag inom näringslivet. Han utgav romanen Elämänpuu 1983, där en industrimannasläkts öden beskrivs.
Tuomas-Kettunen erhöll bergsråds titel 1966.